# 충주시의 행정 구역
충주시의 행정 구역은 1읍 12면, 12 행정동으로 구성되어 있다. 충주시의 면적은 983.7 km2이며, 인구는 2011년 8월 31일을 기준으로 82,520 세대, 261,872명이다.

## 행정 구역

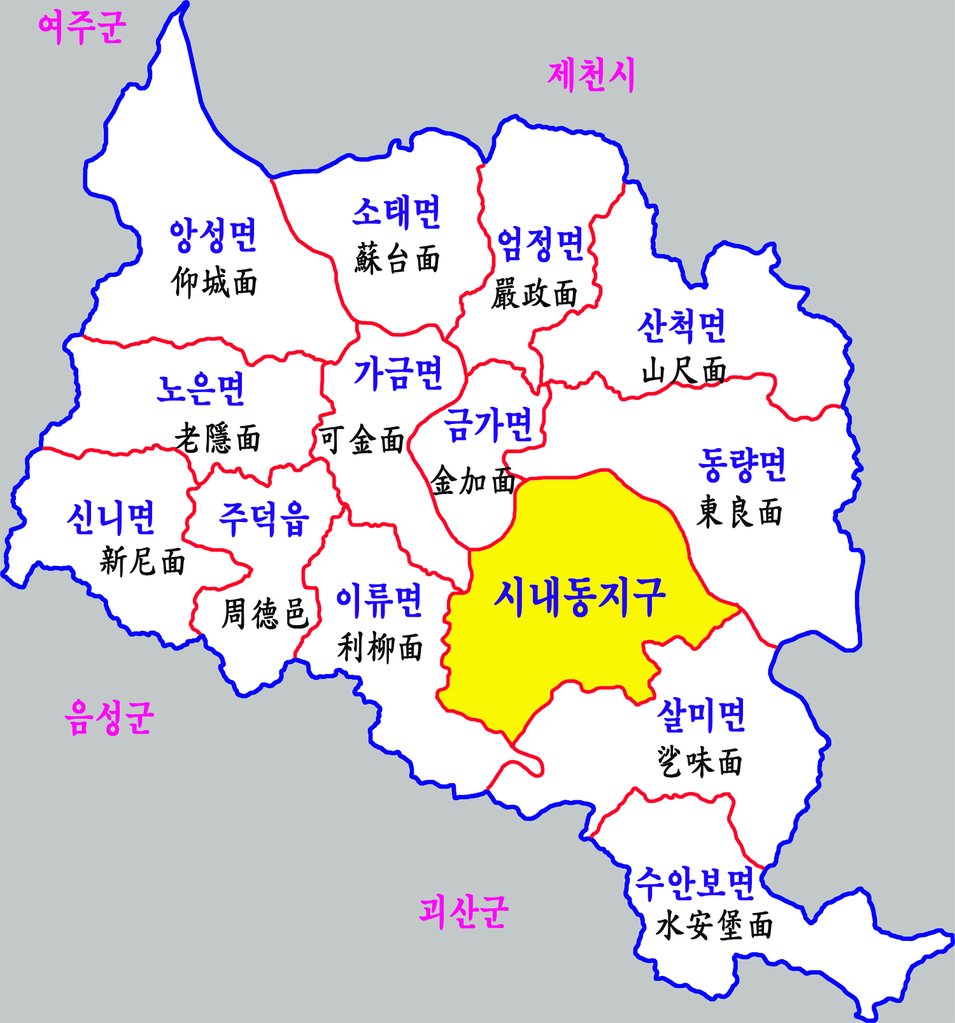
충주시 행정구역도

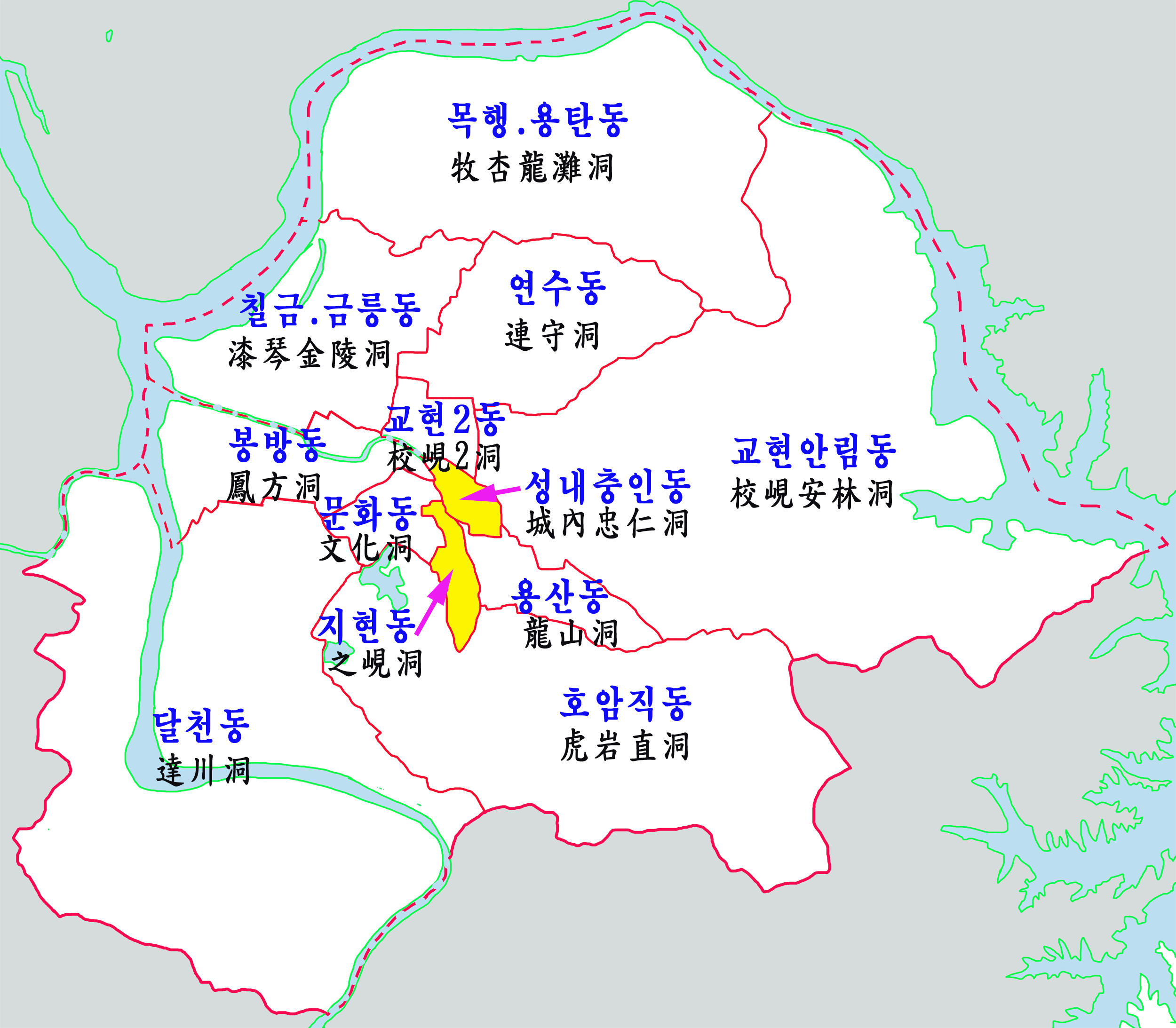
충주시 동지역 행정구역도

| 읍면동      | 한자        | 법정동·리 |
| ----------- | ----------- | --- |
| 주덕읍      | 周德邑      | 신양리(新陽里), 창전리(倉田里), 대곡리(大谷里), 삼청리(三淸里), 신중리(新中里), 화곡리(花谷里), 사락리(社樂里), 제내리(堤內里), 장록리(長彔里), 덕련리(德蓮里), 당우리(堂隅里)                                                                 |
| 살미면      | 乷味面      | 세성리(洗星里), 문화리(文化里), 재오개리(才五介里), 무릉리(武陵里), 신당리(新塘里), 신매리(新梅里), 공이리(公耳里), 내사리(乃沙里), 용천리(龍川里), 설운리(雪云里), 향산리(香山里), 문강리(文江里), 토계리(土界里)                             |
| 수안보면    | 水安堡面    | 온천리(溫泉里), 안보리(安堡里), 화천리(花泉里), 사문리(寺門里), 미륵리(彌勒里), 고운리(古云里), 중산리(中山里), 수회리(水回里) |
| 대소원면    | 大召院面    | 대소리(大召里), 금곡리(金谷里), 장성리(長城里), 만정리(萬井里), 두정리(豆井里), 탄용리(炭用里), 매현리(梅峴里), 문주리(文周里), 검단리(檢丹里), 완오리(完五里), 본리(本里), 영평리(永平里)                                                     |
| 신니면      | 新尼面      | 용원리(龍院里), 화석리(化石里), 마수리(馬水里), 견학리(見鶴里), 문락리(文樂里), 광월리(廣越里), 문숭리(文崇里), 신청리(新靑里), 모남리(毛南里), 대화리(大花里), 송암리(松岩里), 선당리(仙堂里), 원평리(院坪里), 화안리(花顔里)                 |
| 노은면      | 老隱面      | 법동리(法洞里), 안락리(安樂里), 대덕리(大德里), 가신리(佳新里), 문성리(文城里), 연하리(蓮河里), 신효리(新孝里), 수룡리(水龍里) |
| 앙성면      | 仰城面      | 영죽리(永竹里), 강천리(江泉里), 단암리(丹岩里), 중전리(中田里), 모점리(毛店里), 목미리(木尾里), 지당리(智堂里), 본평리(本坪里), 용포리(龍浦里), 용대리(龍垈里), 사미리(沙美里), 마련리(馬蓮里), 돈산리(敦山里), 능암리(陵岩里), 조천리(釣川里) |
| 중앙탑면    | 中央塔面    | 봉황리(鳳凰里), 가흥리(可興里), 장천리(長川里), 탑평리(塔坪里), 하구암리(下九岩里), 루암리(樓岩里), 용전리(龍田里), 창동리(倉洞里) |
| 금가면      | 金加面      | 잠병리(岑屛里), 월상리(月上里), 하담리(荷潭里), 도촌리(島村里), 사암리(沙岩里), 매하리(梅下里), 문산리(文山里), 유송리(遊松里), 오석리(梧石里), 원포리(遠浦里)                                                                                 |
| 동량면      | 東良面      | 조동리(早洞里), 화암리(花岩里), 지동리(紙洞里), 하천리(荷川里), 손동리(遜洞里), 용교리(龍橋里), 대전리(大田里), 서운리(瑞雲里), 포탄리(浦灘里), 함암리(咸岩里), 명오리(鳴梧里), 사기리(沙器里), 호운리(好雲里)                                 |
| 산척면      | 山尺面      | 송강리(松江里), 영덕리(永德里), 명서리(明西里), 석천리(石川里) |
| 엄정면      | 嚴政面      | 용산리(龍山里), 율능리(栗陵里), 목계리(牧溪里), 논강리(論江里), 미내리(美內里), 신만리(新萬里), 괴동리(槐東里), 추평리(楸坪里), 원곡리(院谷里), 유봉리(柳峰里), 가춘리(佳春里)                                                                 |
| 소태면      | 蘇台面      | 오량리(五良里), 중청리(中靑里), 복탄리(福灘里), 덕은리(德隱里), 주치리(周峙里), 구룡리(九龍里), 야동리(冶洞里), 동막리(東幕里), 양촌리(陽村里)                                                                                                 |
| 성내·충인동 | 城內·忠仁洞 | 성내동(城內洞), 충인동(忠仁洞), 성남동(城南洞), 성서동(城西洞), 충의동(忠義洞) |
| 교현·안림동 | 校峴·安林洞 | 교현동(校峴洞) (일부), 안림동(安林洞), 종민동(宗民洞), 목벌동(木伐洞) |
| 교현2동     | 校峴2洞     | 교현동(校峴洞) (일부) |
| 용산동      | 龍山洞      | 용산동(龍山洞) |
| 지현동      | 之峴洞      | 지현동(之現洞) |
| 문화동      | 文化洞      | 문화동(文化洞) |
| 호암·직동   | 虎岩·直洞   | 호암동(虎岩洞), 직동(直洞) |
| 달천동      | 達川洞      | 달천동(達川洞), 단월동(丹月洞), 풍동(楓洞), 가주동(佳洲洞), 용관동(龍觀洞), 용두동(龍頭洞) |
| 봉방동      | 鳳方洞      | 봉방동(鳳方洞) |
| 칠금·금릉동 | 漆琴·金陵洞 | 칠금동(漆琴洞), 금릉동(金陵洞) |
| 연수동      | 連守洞      | 연수동(連守洞) |
| 목행·용탄동 | 牧杏·龍灘洞 | 목행동(牧杏洞), 용탄동(龍灘洞) |

## 역사
- 조선시대에는 대동지지(1866년) 기준, 충주목의 하위 방면으로 남변(南邊), 북변(北邊), 금천(金遷), 이안(利安), 신석(薪石), 덕서(德西), 중니곡(中尼谷), 복성면(福城面), 소탄(所呑)[1], 법왕(法王), 금목동(金目洞), 성곡(省谷), 대오곡(大烏谷)[2], 사다산(沙多山), 기음(岐音), 두의곡(豆衣谷), 소고(蘇古), 유모곡(柳茅谷), 불정(佛頂), 율지동(栗枝洞), 감물내(甘勿內)[3], 맹동(孟洞), 감미곡(甘味谷), 거곡(居谷), 사을미(沙乙味)[4], 가흥(可興), 앙암(仰巖), 성대양(省台陽), 금생(金生), 가차산(加次山), 엄정(嚴政), 산천(山天), 주유모(周柳茅), 사리포(沙里浦), 율동(栗洞), 덕산(德山)[5], 적화현(赤火峴)이 있었다.
- 1895년 6월 23일(음력 윤5월 1일) 충주부 충주군으로 개편하였다.
- 1896년 8월 4일 충청북도 충주군으로 개편하였다.
- 1906년 9월 24일 금목면, 법왕면, 천기면, 지내면, 두의면, 대조면, 사다면, 소탄면, 감미면, 거곡면, 맹동면, 생동면, 무극면을 음성군에 편입하였다.
- 1914년 4월 1일 (부군면 통폐합) 감물면과 율지면을 괴산군에, 소파면과 사이면을 음성군에, 덕산면을 제천군에 분할 편입하였다. (14면)

| 조선총독부령 제111호 |                |                                                                                                  |
| 구 행정구역 | 신 행정구역    | 신 행정구역                                                                                      |
| 충주군 북변면(北邊面) | 읍내면(邑內面) | 교현리, 금릉리, 목행리, 봉방리, 안림리, 연수리, 용탄리, 종민리, 칠금리                           |
| 충주군 남변면(南邊面) | 읍내면(邑內面) | 가주리, 단월리, 달천리, 용관리, 용두리, 용산리, 읍내리, 직동리, 풍동리, 호암리                   |
| 충주군 신니면(申尼面) | 신니면(薪尼面) | 모남리, 문락리, 문숭리, 신청리, 화석리                                                           |
| 충주군 신석면(薪石面) | 신니면(薪尼面) | 견학리, 광월리, 대화리, 마수리, 용원리, 선당리, 송암리, 원평리, 화안리                           |
| 충주군 이안면(利安面) | 이류면         | 검단리, 금곡리, 대소리, 본리, 영평리, 완오리, 장성리                                             |
| 충주군 유등면(柳等面) | 이류면         | 두정리, 만정리, 매현리, 문주리, 탄용리, 하문리                                                   |
| 충주군 주류면(周柳面) 칠성리/대곡리/월암리/창전일리 일부/동산리 일부, 평지리/능촌리/이목리/미락리/상청리/삼방리, 양지리/마치리/내청리/신대리 일부, 창전삼리/망청리/신대리 일부/창전칠리 일부, 창전사리/창전오리/창전이리/창전일리 일부/동산리 일부/창전칠리 일부 | 주덕면         | 대곡리, 삼청리, 신양리, 신중리, 창전리                                                           |
| 충주군 덕면(德面) 당우리/상류동/하류동/신대리 일부/석우리 일부/(신니면) 수청동 일부, 조동/창동/장내리, 안동/매남리/사락리/정구리, 풍덕리/제내리 일부, 계막리/이암리/중리/화곡리/제내리 일부                                                                      | 주덕면         | 당우리, 덕련리, 사락리, 장록리, 제내리, 화곡리                                                   |
| 충주군 가흥면(可興面) 상동/원동/신대리/능암리 일부, 내동/능암리 일부/팔송리 일부/(복성면) 죽암리 일부, 장미리/형천리/부도동 일부 | 가금면         | 가흥리, 봉황리, 장천리                                                                           |
| 충주군 금천면(金遷面) 광대리/칠곡리/두연리/행정리/미로리/도리/탑정리 일부/창동 일부, 갈동/덕현리/신평리/입석리, 갈마동/금정리/구만리/창동 일부/(북변면) 금대리 일부, 신촌리/탑평리/율목리/반천리/탑정리 일부/(가흥면) 부도동 일부, 내리/점촌리/상구암리/하구암리 | 가금면         | 누암리, 용전리, 창동리, 탑평리, 하구암리                                                         |
| 충주군 가차면(加次面) | 금가면         | 도촌리, 사암리, 잠병리, 하담리                                                                   |
| 충주군 금생면(金生面) | 금가면         | 매하리, 문산리, 오석리, 원포리, 월상리, 유송리                                                   |
| 충주군 앙암면(仰岩面) | 앙성면         | 강천리, 단암리, 모점리, 목미리, 영죽리, 중전리                                                   |
| 충주군 복성면(福城面) | 앙성면         | 능암리, 돈산리, 용대리, 용포리, 마련리, 사미리, 본평리, 조천리, 지당리                           |
| 충주군 동량면(東良面) | 동량면         | 용교리, 대전리, 조동리, 손동리, 화암리, 지동리, 하천리                                           |
| 충주군 노은면(老隱面) | 노은면         | 가신리, 대덕리, 문성리, 법동리, 수룡리, 신효리, 안락리, 연하리                                   |
| 충주군 소태면(蘇台面) 구룡동, 덕은리/세포리/조기리, 동막동/삼양동, 무동/인다동/복탄동/헌헌리, 야동, 송동/양촌리/월촌리/선창리, 척조동/오량동/중청동 일부, 부동/외촌동/하남동/주치리, 하청동/중청동 일부                                                          | 소태면         | 구룡리, 덕은리, 동막리, 복탄리, 야동리, 양촌리, 오량리, 주치리, 중청리                           |
| 충주군 산척면(山尺面) | 산척면         | 명서리, 석천리, 송강리, 영덕리, 원월리                                                           |
| 충주군 엄정면(嚴政面) | 엄정면         | 가춘리, 괴동리, 논강리, 목계리, 미내리, 신만리, 용산리, 원곡리, 유봉리, 율능리, 추평리           |
| 충주군 살미면(乷味面) | 살미면         | 공이리, 내사리, 목벌리, 무릉리, 문화리, 설운리, 세성리, 신당리, 신매리, 용천리, 재오개리, 향산리 |
- 1917년 10월 1일 읍내면을 충주면으로 개칭
- 1931년 4월 1일 충주면이 충주읍으로 승격하였다.[6] 충주군은 1읍 12면으로 정하고 충주읍을 4구역(본정, 영정, 금정, 대수정1·2구)으로 나눔
- 1956년 7월 8일 충주읍을 충주시로 승격하고, 충주군을 중원군으로 개칭하였다.[7]
- 1963년 1월 1일 괴산군 상모면이 중원군으로 편입되었다.[8]
- 1973년 7월 1일 이류면 하문리를 괴산군 불정면으로, 신니면 광월리 일부(무수막)를 음성군 음성읍에 각각 편입시켰다.[9]
- 1987년 1월 1일 살미면 목벌리를 충주시로, 제원군 한수면 사기리·명오리·서운리·포탄리·함암리·호운리 등 6개 리가 동량면에 편입되었다.[10]
- 1989년 1월 1일 이류면 만정리 일부를 충주시 용두동에, 산척면 원월리를 제원군 백운면에[11], 상모면 문강리·토계리를 살미면에 편입시켰다.[12]
- 1995년 1월 1일 충주시 일원과 중원군 일원을 관할로 도농복합형태의 충주시가 설치되었다.[13]
- 1997년 6월 25일 문화동[14]에서 금릉동(현 위치)으로 청사 이전
- 2005년 4월 1일 상모면을 수안보면으로 개칭하였다.
- 2007년 1월 1일 금능동을 금릉동으로 개칭하였다.[15]
- 2012년 1월 1일 이류면을 대소원면으로 개칭하였다.[16]
- 2014년 2월 1일 가금면을 중앙탑면으로 개칭하였다.